# Ophiocolea decaryi
Ophiocolea decaryi là một loài thực vật có hoa trong họ Chùm ớt. Loài này được H.Perrier mô tả khoa học đầu tiên năm 1938.